# Автодорога A4 (Латвия)

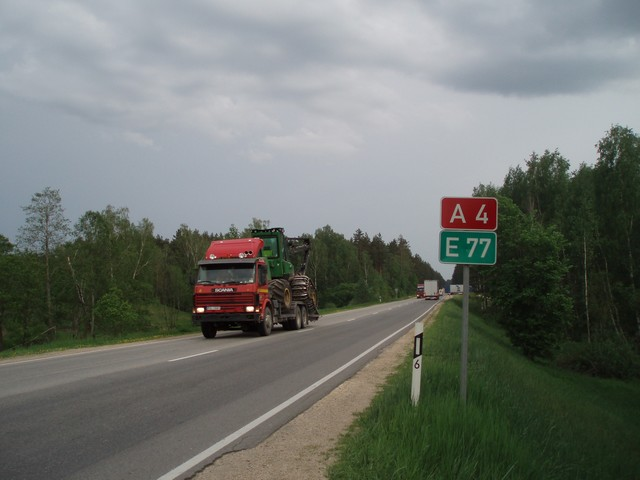
A4 в Ропажском крае

А4 — государственная автомобильная дорога высшей категории в Латвии, проходящая по маршруту Балтэзерс — Саулкалне. Является частью Рижской объездной дороги, европейских маршрутов E 67, E 77 и Европейских коммуникационных сетей (TEN-T).
Общая протяжённость дороги составляет 20,5 км. Среднесуточный объём движения (AADT) составил в 2020 году 11 735 автомобилей в сутки. Дорога имеет асфальтовое и асфальтобетонное покрытие. Текущее ограничение скорости составляет 90 км/ч, трасса на всей протяженности имеет только по 1 полосы в каждое направлении.
До 2030 года, планируется перестройка данного участка в 4-ёх полосную магистраль.
На своём протяжении дорога A4 пересекает реки Большую Юглу и Малую Юглу, и дороги P2, P4 и P5.